# Lucio Vicente López
Para la ciudad y municipio argentinos ver Lucio V. López
Lucio Vicente López (Montevideo, Uruguay, 13 de diciembre de 1848 - Buenos Aires, 29 de diciembre de 1894) fue un escritor, periodista, abogado y político argentino, hijo de Vicente Fidel López y nieto de Vicente López y Planes.

## Biografía
Sus padres fueron Vicente Fidel López y Emiliana del Carmen Lozano Zamalloa (quienes tuvieron siete hijos) y fue nieto de Vicente López y Planes. Cursó estudios secundarios en el Colegio Nacional Central. Se graduó en la Universidad de Buenos Aires en 1872.
Investigador de temas históricos y jurídicos, fue miembro de la Generación del 80. Poseedor de una sólida formación clásica, caracterizó a la sociedad de su tiempo como «beótica». Vislumbró que la ferocidad de la pampa y su fácil riqueza podrían determinar imperfecciones políticas.

### Periodista
Tras su retiro de la vida política, fue columnista del diario El Progreso, fundado por Domingo Faustino Sarmiento.
Simpatizó en un principio con el gobierno de Miguel Juárez Celman, aunque fue consciente de un cambio en el sistema político conservador y de la necesidad de un pronunciamiento civil, materializado en la Revolución del Parque. Tanto fue así que en 1888 aceptó y llevó a cabo la defensa del gobernador de Córdoba, Ambrosio Olmos, en el juicio político instigado por los Juárez en su contra, aunque el resultado fue adverso.

### Político
Fue legislador y diputado Nacional, ejerció el cargo de Ministro de Interior durante el gobierno de Luis Sáenz Peña, e Interventor Federal de la Provincia de Buenos Aires durante un breve período de 1893 a 1894.

### Denuncia por corrupción
Durante su intervención, descubrió una maniobra relacionada con la venta fraudulenta de tierras en el actual Partido de Chacabuco, en la Provincia de Buenos Aires por parte del coronel Carlos Sarmiento, secretario privado del Ministro de Guerra, el general Luis María Campos. Encargó el asunto al Ministro de Obras Públicas, Dr. Navarro Viola, quien solicitó una auditoría al Banco Hipotecario Nacional, la cual demostró que Sarmiento había vendido sus tierras sin cancelar el pago de su compra, efectuada en un remate por parte del Estado Nacional en 1887, el cual debía hacerse subdividiendo los lotes, a vender a distintos compradores y no a un único oferente. Ante las irregularidades, la operación queda anulada mediante un decreto.
López promovió una acusación criminal contra el coronel Sarmiento, quien enterado del asunto le envió una carta con términos intimidatorios. La acusación fue promovida ante los Tribunales de la Capital Federal. Patrocinó al interventor el joven abogado Manuel Augusto Montes de Oca. Ante esta demanda el coronel Sarmiento enjuició al ministro por «jactancia» ante la Suprema Corte de Justicia de la Nación. El máximo tribunal se declaró sin facultades para intervenir en el caso.
El escándalo Sarmiento y las tierras de Chacabuco ocupó las primeras planas de los diarios porteños. En reiteradas ocasiones, el coronel Sarmiento envió cartas que atacaban a los editores por la excesiva cobertura del caso, quizá amparándose en el hecho de que los mandos militares y el mismísimo presidente Sáenz Peña preferían ignorar la grave acusación en su contra.
Ante una de las cartas, el diario La Nación contestó:

«Nosotros sólo publicamos lo que nos informan oficialmente; no inventamos nada. En todo caso la queja debe protestarse ante la intervención» [por López].

El Ministro de Obras Públicas recibió el 17 de noviembre de 1893 de parte del comandante militar de Chacabuco, José Varona, un informe con las quejas de los vecinos:

«[...] que el coronel Sarmiento ha vuelto de nuevo con atropellos y violencias. Además, les arrebata sus haciendas encerrándolas».

Navarro Viola contestó que tratándose de acciones o hechos privados, eran los tribunales competentes quienes debían conocer eso para ajustarse a la justicia.
Lucio Vicente López dejó su cargo en mayo de 1894.
El proceso judicial siguió y el coronel Sarmiento llegó a Buenos Aires desde su puesto de mando en el alto Uruguay, y se presentó a las autoridades que lo requerían. Hacía siete meses que existía un auto de prisión contra él. Sin embargo, no se lo detuvo, por tratarse de un alto oficial en servicio. Pero el Dr. Alcorta, de los Tribunales de La Plata, si lo hizo y lo remitió detenido al Departamento de Policía donde permanecerá tres meses preso. Fue entonces que la Cámara Segunda de Apelación dictó sentencia en los asuntos hipotecarios del coronel Sarmiento, revocando el auto de prisión y ordenando su libertad.

### Duelo y muerte
Tras ser liberado, y luego de celebrar con sus adeptos, el coronel Sarmiento mediante una carta enviada al diario La Prensa, retó a un duelo a muerte a López. Éste era inexperto en el manejo de armas de fuego, pero en vista de preservar su honor al haber sido el promotor del proceso contra el militar, aceptó.
Los padrinos fueron, por parte de López, Francisco Beazley y el general Lucio V. Mansilla, todos miembros del Club del Progreso. El coronel Sarmiento hizo lo propio con el contra-almirante Daniel de Solier y el general Francisco Bosch.
La cita fue el 28 de diciembre de 1894, por la mañana, en inmediaciones del antiguo Hipódromo de Belgrano (hoy Avenida Luis María Campos). A las 11:10 se llevó a cabo la primera cuenta de pasos reglamentaria y se produjeron dos disparos. Los contendientes resultaron ilesos. Minutos más tarde se repitió el procedimiento. López cayó víctima de un disparo en el abdomen.
Al ser retirado del escenario del duelo, consciente, murmuró:

«Es una injusticia, es una injusticia...»

Fue llevado a su casa en la Avenida Callao 1852. Fue asistido por los doctores Padilla, Piñero, Centeno y Llobet. Experimentó una leve mejoría pero su estado era irreversible. La bala atravesó su hígado, intestinos y bazo. Al atardecer se acercó el padre O'Gorman para otorgarle el sacramento de la extremaunción.
Sus últimas palabras fueron:

«Voy a morir con la convicción de que he sido uno de los hombres más honrados de mi país. He levantado resistencias... pero ellas no venían jamás del lado de los buenos».

El 29 de diciembre, a la 1:07, Lucio Vicente López falleció.
La Nación publicó sobre su muerte:

«Es absurdo admitir que el funcionario deba responder ante la vindicta y no ante la ley. De lo contrario nadie podría ejercer la autoridad que se entrega para defender la sociedad, porque siempre estará expuesto a encontrar una susceptibilidad lastimada que lo llamase al terreno de las armas».

A su entierro en el Cementerio de la Recoleta asistieron dos mil personas. Hablaron sus amigos y allegados, Enrique Larreta y Miguel Cané, quien, en una carta dirigida a Edmundo de Amicis, habrá de recordarlo con estas palabras:

«Lucio ha muerto en un duelo por un hombre a quien vio por primera vez en el terreno y a quien como interventor había entregado a la justicia para su juzgamiento ¿Que hizo de mal en batirse? Harto lo sabemos: Pero este hombre lo insultó gravemente y nuestro amigo cedió a la preocupación social».

Sobre un sarcófago de mármol, se levanta en su memoria una escultura del francés Alexandre Falguière.

## Obra
Fue autor de:
- Don Polidoro (1881);
- Recuerdos de Viaje (1881), texto revisado y corregido por Lucio V. López (hijo), edición de La Cultura Argentina de 1915[1]
- La gran aldea (1884), novela escrita en formato de folletín que relata las transformaciones sufridas por Buenos Aires y sus habitantes tras la caída de Juan Manuel de Rosas. Disponible para descargar.[4]

## Homenajes
- La localidad de Lucio V. López, en el Departamento Iriondo, Provincia de Santa Fe.